# Antonio Centelles

Das Wappen der Familie Centelles

Antonio Centelles Ventimiglia († nach 1466) war ein italienischer Adliger und Abenteurer spanisch-katalanischer Abstammung, Graf von Collesano.

## Leben

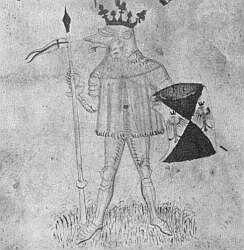
Fantasieporträt von Martin I. im Monestir de Santa Maria de Poblet

Antonio wurde zu Beginn des 15. Jahrhunderts oder in den letzten Jahren des vorhergehenden Jahrhunderts geboren. Der Sohn von Gilberto Centelles, der König Martin I. von Katalonien nach Sizilien gefolgt war, und Costanza Ventimiglia, Gräfin von Collesano, war anfangs ein starker Anhänger von König Alfonso V. von Aragón, mit dem er auch die Gefangenschaft in Mailand teilte. Als Kammerherr des königlichen Hofes wurde er 1437 zum Vizekönig von Kalabrien ernannt.

### In Catanzaro

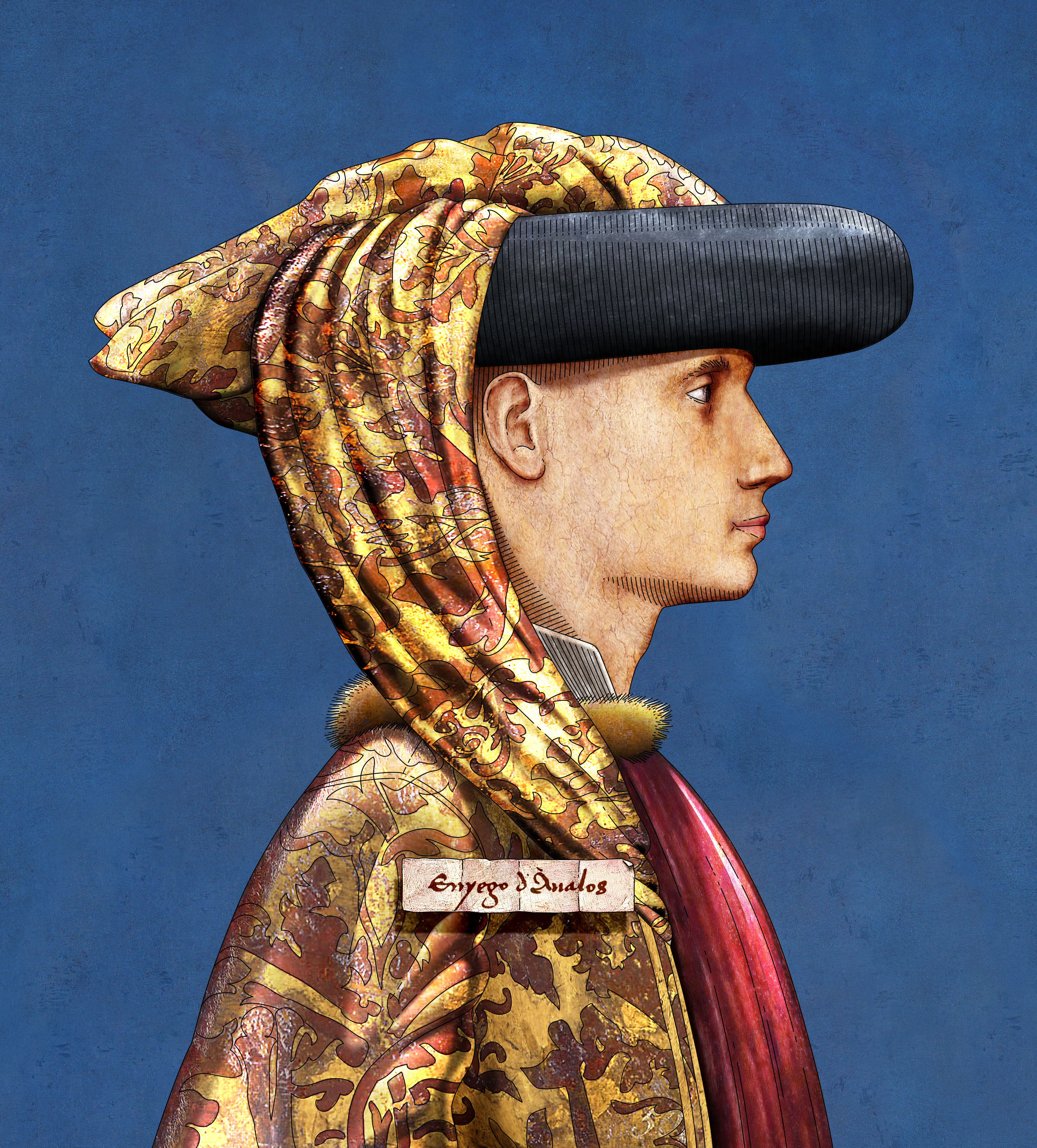
Porträt des Markragfen Innico I d’Avalos (basierend auf der Medaille von Inigo d’Avalos von Antonio Pisanello)

Antonio Centelles wurde vom König beauftragt, die Heirat von Enrichetta Ruffo – letzte Erbin des Hauptzweiges der Familie, Gräfin von Catanzaro und 3. Markgräfin von Crotone und zahlreicher anderer kalabrischer Lehen – mit Innico d’Avalos zu vermitteln, der seine Lehen in Kastilien verloren hatte, weil er Alfonso V. unterstützte; die Heirat war somit eine Möglichkeit, den treuen d’Avalos zu entschädigen. Doch Antonio, angelockt durch das reiche Erbe – und vielleicht auch durch die Anziehungskraft der Gräfin –, nahm Enrichetta für sich und rechnete mit der Vergebung des Königs. Als Reaktion auf die königlichen Drohungen, die auf die Heirat folgten, schloss sich Centelles in Crotone ein und erklärte, dass er sich sogar dem König widersetzen würde, der, nachdem er nach Kalabrien gekommen war, Cirò und Crotone eroberte (Dezember 1444) und schließlich den Markgrafen selbst in Catanzaro belagerte, der 1445 durch ein königliches Gnadengesuch zur Unterwerfung gezwungen wurde. Der König entzog ihm seine Lehen, beließ ihm aber seine beweglichen Güter und zwang ihn zum Verbleib in Neapel. Von dort floh er später und diente zunächst der Republik Venedig und dann Mailand.

### In Mailand
Francesco I. Sforza, Herzog von Mailand, schickte ihn 1449 nach Cantù. Zum Jahresende und im Januar 1450 unterlag er in zwei Schlachten den Venezianern. Unter dem Verdacht, erneut die Seiten zu wechseln, wurde er von Francesco Sforza in Lodi und später in Pavia inhaftiert. Später wurde er auf Bitten von König Alfons aus der Haft entlassen.

### In Neapel

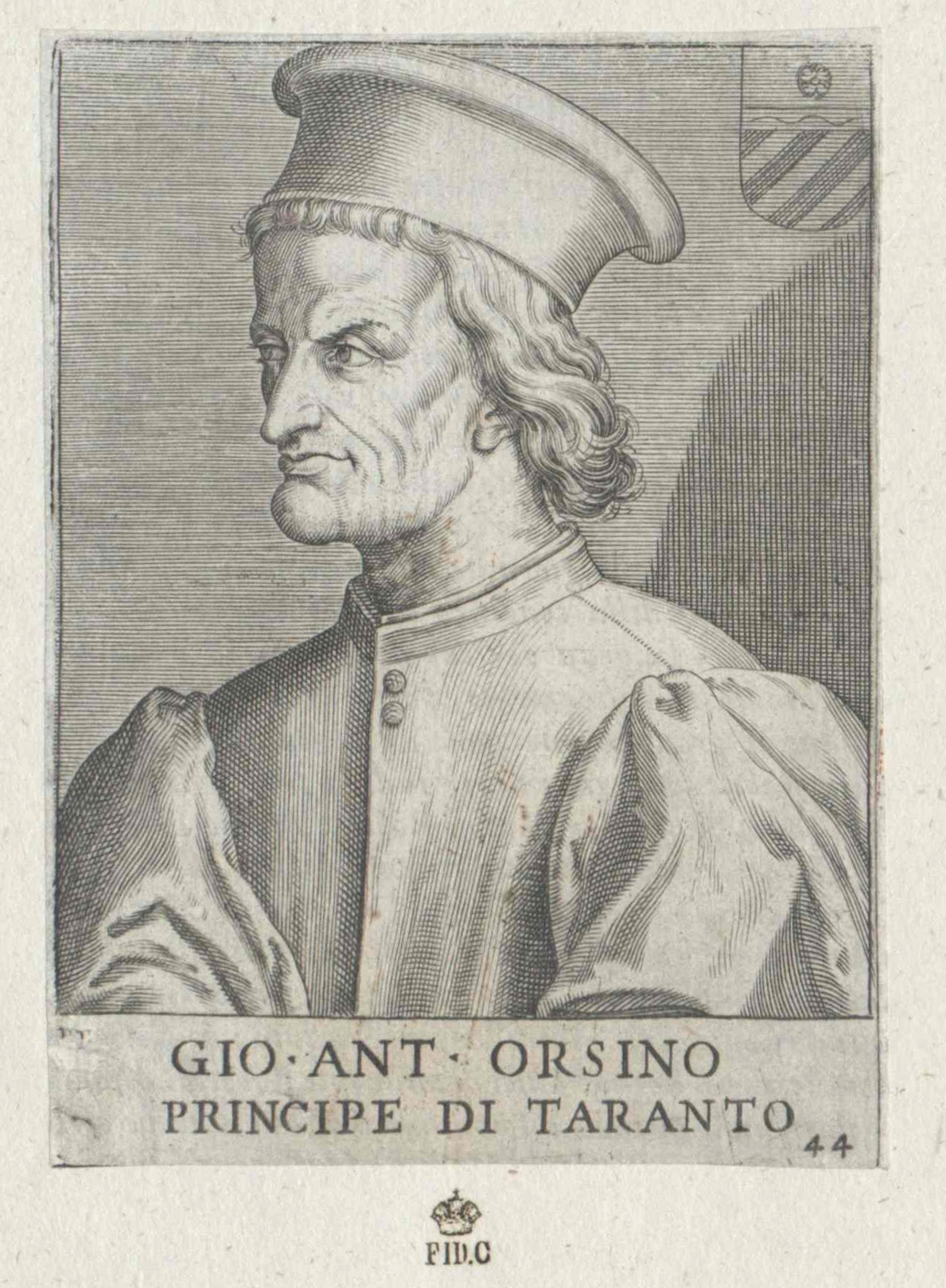
Giovanni Antonio Orsini del Balzo

Nach dem Tod des Königs verschwor sich Antonio gegen Ferdinand von Aragón (dem späteren Ferdinand I.), um die Nachfolge an Carlo di Navarra den Grafen von Viana zu übergeben, den die Barone gegen Ferdinand, den unehelichen Sohn Alfonsos, ausspielten. Als dieser Plan scheiterte, suchte er Zuflucht beim Fürsten von Tarent, Giovanni Antonio Orsini del Balzo (Vater der Schwiegertochter), der vom König die Rückgabe der Lehen an Antonio Centelles erreichte. Der Markgraf, der den Versprechungen des Königs nicht traute, begab sich nach Kalabrien und organisierte von dort aus einen Aufstand. Die Anhänger von Centelles wurden jedoch im Dezember 1458 bei Belcastro von Carlo di Campobasso und Alfonso d’Avalos besiegt. Am 7. Juni 1459 erlitten sie bei Maida eine blutige Niederlage. Die Ankunft des Königs, der Castiglione eroberte und niederbrannte, hatte die endgültige Auflösung der Barone und der Ortschaften zur Folge, die Centelles folgten. Aus diesem Grund begab sich der Markgraf nach Campo del Piano del Lago zwischen Cosenza und Nicastro, wo sich der König aufhielt; dort wurde er zunächst freundlich aufgenommen, aber nach drei Tagen verhaftet und in die Schlösser von Martirano und Cosenza gebracht. Danach kam er nach Neapel in das Gefängnis von Castelnuovo, aus dem ihm am 23. April 1460 die Flucht gelang.

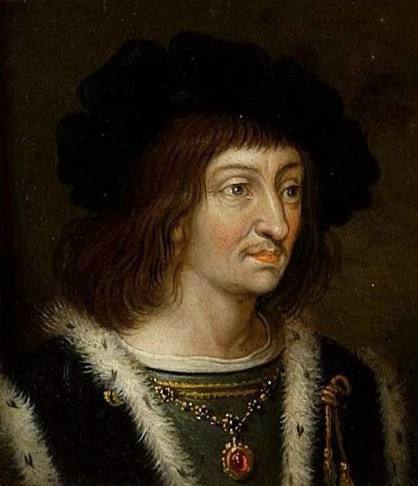
Johann II. in einer Darstellung aus dem 17. Jahrhundert

Er suchte zunächst Zuflucht in Marigliano, dem Land des Fürsten von Tarent, und begab sich dann in das Lager der Anjou (Johann II. von Anjou kämpfte gegen den König von Aragón), durchquerte Apulien und kehrte nach Kalabrien zurück, um einen neuen Aufstand anzuzetteln. Dort wurde er von der königlichen Armee unter der Führung von Roberto Sanseverino verfolgt und erzielte einige Erfolge, aber als der Gouverneur von Le Castella, Mase Barrese, eintraf, der eine rücksichtslose Unterdrückung ausübte, war er erneut gezwungen, mit dem König zu paktieren, der Centelles und seiner Frau die Rebellion vergab und ihm alle seine Besitztümer zurückgab, von denen Centelles einige mit Barrese tauschte. Antonio Centelles erhielt außerdem vom König den Titel eines Fürsten von Santa Severina und eine Rente von 1.000 Dukaten auf die Salinen von Neto erhielt.
Von da an kämpfte der Markgraf für das Haus Aragón an der Seite des Herzogs von Kalabrien, Alfons II. und nahm an den Belagerungen von Motta Accomera, Motta Rossa und erneut im Lager von Fiumara teil, wo ihm der Herzog den Oberbefehl über das Heer übertrug.
1465, kurz nach der Hochzeit seiner Tochter Polissena mit Enrico Aragón (leiblicher Sohn des Königs) wurde Antonio Centelles in Santa Severina von seinem eigenen Schwiegersohn verhaftet und in Castelnuovo inhaftiert, vielleicht weil er sich erneut gegen die Aragonier verschworen hatte.

## Nachkommen
Antonio Centelles hatte mit Enrichetta Ruffo drei Kinder, Antonio, Giovanna und Polissena und war in zweiter Ehe mit Costanza Morano verheiratet.
1. Antonio ⚭ Margherita Orsini del Balzo, Tochter von Giovanni Antonio Orsini del Balzo
2. Giovanna
3. Polissena ⚭ Enrico Aragón, leiblicher Sohn von Ferdinand I. Aragón